# Clemente Eghinlian
Clemente Eghinlian (Ankara, 18 maggio 1914 – Aleppo, 26 settembre 1942) è stato un militare armeno naturalizzato italiano decorato di Medaglia d'oro al Valor Militare nel corso della Seconda guerra mondiale per un'operazione d'Intelligence nel Mandato francese della Siria e del Libano ove cadde insieme a Giovanni Battista Peltechian e Riccardo Guruzian.

## Biografia
Terminati gli studi nel 1932 presso la Scuola di avviamento professionale di Rodi con qualifica di meccanico elettricista, svolse questo mestiere fino al 1935, anno in cui fu chiamato al servizio militare nel 9º Reggimento fanteria della Divisione Regina. Prese parte alla campagna d'Etiopia e venne congedato nel settembre 1936.
Con l’entrata in guerra dell’Italia, fu nuovamente arruolato e assegnato al 50º Autoreparto dell’Egeo con la mansione di autista. Successivamente prestò servizio presso il 107º Reparto distrettuale, nell’area di Colato e poi ancora nel 9º fanteria.
Per la sua fluente conoscenza delle lingue araba e turca, fu incaricato di una delicata operazione di ricognizione in territorio nemico assieme a Giovanni Battista Peltechian e a Riccardo Guruzian.

### L'operazione e la morte
Il lancio in territorio siriano si concluse senza imprevisti: l’atterraggio fu regolare, i paracadute vennero abilmente nascosti e il materiale logistico fu recuperato con successo. Dopo aver raggiunto il quartiere armeno di Aleppo, i tre agenti italiani iniziarono la loro missione informativa, operando per circa un mese senza particolari incidenti. Ospitati da simpatizzanti locali, riuscirono inizialmente a mantenere un basso profilo. Tuttavia, la presenza di volti estranei al quartiere finì per attirare l’attenzione, suscitando sospetti tra alcuni abitanti.
Secondo le ricostruzioni, a denunciarli sarebbe stato un cittadino siriano di origine ebraica e simpatizzante dell’alleanza anglo-francese. L’uomo, dopo aver guadagnato la loro fiducia fingendosi amico, li tradì informando le autorità. Pur non conoscendo con esattezza l’abitazione in cui si nascondevano, fornì indicazioni sufficienti a far scattare una massiccia operazione di perlustrazione da parte della polizia anglo-francese, che per dieci giorni setacciò senza risultati l’intero quartiere.
La popolazione locale, in gran parte ostile al dominio coloniale francese e favorevole all’Italia, li protesse con grande rischio personale, spostandoli frequentemente da un’abitazione all’altra per evitare la cattura. Di fronte al protrarsi delle ricerche, le autorità britanniche minacciarono di bombardare il quartiere se i tre italiani non si fossero arresi.
Nonostante i tentativi della popolazione siriana di dissuaderli, i tre militari decisero di consegnarsi volontariamente, nel tentativo di evitare gravi conseguenze alla comunità che li aveva protetti. Si presentarono indossando l’uniforme dell’Esercito italiano, reclamando lo status di prigionieri di guerra. Tuttavia, non furono trattati secondo le convenzioni internazionali: vennero arrestati, sottoposti a torture per diciotto giorni, e infine fucilati alle spalle. I loro corpi furono sepolti sommariamente alla periferia di Aleppo, in una zona adibita a discarica, tra tombe anonime e rifiuti.
Terminata la guerra, i corpi vennero rimpatriati in Italia e sepolti nel cimitero di Velletri.